# Aaron Carter/Diskografie
Diese Diskografie ist eine Übersicht über die musikalischen Werke des US-amerikanischen Popsängers Aaron Carter. Den Schallplattenauszeichnungen zufolge hat er bisher mehr als 7,1 Millionen Tonträger verkauft. Seine erfolgreichste Veröffentlichung ist das zweite Studioalbum Aaron’s Party (Come Get It) mit über drei Millionen verkauften Einheiten.

## Alben

### Studioalben
| Jahr | Titel Musiklabel                                 | Höchstplatzierung, Gesamtwochen, AuszeichnungChartplatzierungen (Jahr, Titel, Musiklabel, Platzierungen, Wochen, Auszeichnungen, Anmerkungen) | Höchstplatzierung, Gesamtwochen, AuszeichnungChartplatzierungen (Jahr, Titel, Musiklabel, Platzierungen, Wochen, Auszeichnungen, Anmerkungen) | Höchstplatzierung, Gesamtwochen, AuszeichnungChartplatzierungen (Jahr, Titel, Musiklabel, Platzierungen, Wochen, Auszeichnungen, Anmerkungen) | Höchstplatzierung, Gesamtwochen, AuszeichnungChartplatzierungen (Jahr, Titel, Musiklabel, Platzierungen, Wochen, Auszeichnungen, Anmerkungen) | Höchstplatzierung, Gesamtwochen, AuszeichnungChartplatzierungen (Jahr, Titel, Musiklabel, Platzierungen, Wochen, Auszeichnungen, Anmerkungen) | Anmerkungen                                                   |
| Jahr | Titel Musiklabel                                 | DE | AT | CH | UK | US | Anmerkungen                                                   |
| ---- | ------------------------------------------------ | --- | --- | --- | --- | --- | ------------------------------------------------------------- |
| 1997 | Aaron Carter Ultrapop Records (ERE)              | DE13 Gold · (31 Wo.)DE | AT17 (14 Wo.)AT | CH16 (20 Wo.)CH | UK12 (9 Wo.)UK | — | Erstveröffentlichung: 28. November 1997 Verkäufe: + 485.000   |
| 2000 | Aaron’s Party (Come Get It) Jive Records (Zomba) | DE82 (1 Wo.)DE | — | — | — | US4 ×3Dreifachplatin · (65 Wo.)US | Erstveröffentlichung: 8. September 2000 Verkäufe: + 3.050.000 |
| 2001 | Oh Aaron Jive Records (Zomba)                    | — | — | — | — | US7 Platin · (32 Wo.)US | Erstveröffentlichung: 7. August 2001 Verkäufe: + 1.000.000    |
| 2002 | Another Earthquake! Jive Records (Zomba)         | — | — | — | — | US18 (16 Wo.)US | Erstveröffentlichung: 3. September 2002                       |
| 2018 | LøVë Z Entertainment (Sony)                      | — | — | — | — | — | Erstveröffentlichung: 16. Februar 2018                        |
| 2022 | Blacklisted Rakkaus Records (RR)                 | — | — | — | — | — | Erstveröffentlichung: 7. November 2022                        |
| 2024 | Recovery Classic Modern Entertainment (CME)      | — | — | — | — | — | Erstveröffentlichung: 24. Mai 2024                            |

### Kompilationen
| Jahr | Titel Musiklabel                                   | Anmerkungen                            |
| ---- | -------------------------------------------------- | -------------------------------------- |
| 2003 | Most Requested Hits Jive Records (Zomba)           | Erstveröffentlichung: 21. Oktober 2003 |
| 2006 | Come Get It: The Very Best Of Jive Records (Zomba) | Erstveröffentlichung: 17. Januar 2006  |

### EPs
| Jahr | Titel Musiklabel               | Anmerkungen                                          |
| ---- | ------------------------------ | ---------------------------------------------------- |
| 2024 | The Prince of Pop Selbstverlag | Erstveröffentlichung: 19. Januar 2024 mit 3D Friends |

## Singles

### Als Leadsänger
| Jahr | Titel Album                                                    | Höchstplatzierung, Gesamtwochen, AuszeichnungChartplatzierungen (Jahr, Titel, Album, Platzierungen, Wochen, Auszeichnungen, Anmerkungen) | Höchstplatzierung, Gesamtwochen, AuszeichnungChartplatzierungen (Jahr, Titel, Album, Platzierungen, Wochen, Auszeichnungen, Anmerkungen) | Höchstplatzierung, Gesamtwochen, AuszeichnungChartplatzierungen (Jahr, Titel, Album, Platzierungen, Wochen, Auszeichnungen, Anmerkungen) | Höchstplatzierung, Gesamtwochen, AuszeichnungChartplatzierungen (Jahr, Titel, Album, Platzierungen, Wochen, Auszeichnungen, Anmerkungen) | Höchstplatzierung, Gesamtwochen, AuszeichnungChartplatzierungen (Jahr, Titel, Album, Platzierungen, Wochen, Auszeichnungen, Anmerkungen) | Anmerkungen                                                                      |
| Jahr | Titel Album                                                    | DE | AT | CH | UK | US | Anmerkungen                                                                      |
| ---- | -------------------------------------------------------------- | --- | --- | --- | --- | --- | -------------------------------------------------------------------------------- |
| 1997 | Crush on You Aaron Carter                                      | DE5 Gold · (16 Wo.)DE | AT6 (12 Wo.)AT | CH5 (13 Wo.)CH | UK9 (11 Wo.)UK | — | Erstveröffentlichung: 15. August 1997 Verkäufe: + 295.000; Original: The Jets    |
| 1997 | Crazy Little Party Girl Aaron Carter                           | DE13 (11 Wo.)DE | AT19 (7 Wo.)AT | CH17 (8 Wo.)CH | UK7 (6 Wo.)UK | — | Erstveröffentlichung: 20. November 1997 Verkäufe: + 25.000                       |
| 1998 | I’m Gonna Miss You Forever Aaron Carter                        | DE13 (12 Wo.)DE | AT32 (4 Wo.)AT | CH24 (4 Wo.)CH | UK24 (5 Wo.)UK | — | Erstveröffentlichung: 23. Februar 1998                                           |
| 1998 | Shake It Aaron Carter                                          | — | — | — | — | — | Erstveröffentlichung: 19. Mai 1998 feat. 95 South                                |
| 1998 | Surfin’ USA Aaron Carter                                       | DE18 (10 Wo.)DE | AT28 (9 Wo.)AT | CH25 (5 Wo.)CH | UK18 (5 Wo.)UK | — | Erstveröffentlichung: 15. Juni 1998 Original: Chuck Berry – Sweet Little Sixteen |
| 2000 | Aaron’s Party (Come Get It)                                    | — | — | — | UK51 (2 Wo.)UK | US35 Gold · (15 Wo.)US | Erstveröffentlichung: 1. August 2000 Verkäufe: + 500.000                         |
| 2000 | I Want Candy Aaron’s Party (Come Get It)                       | DE68 (3 Wo.)DE | — | — | UK31 (5 Wo.)UK | — | Erstveröffentlichung: 4. September 2000 Original: The Strangeloves               |
| 2001 | That’s How I Beat Shaq Aaron’s Party (Come Get It)             | — | — | — | — | US96 (2 Wo.)US | Erstveröffentlichung: 6. Februar 2001 feat. Shaquille O’Neal                     |
| 2001 | Not Too Young, Not Too Old Oh Aaron                            | — | — | — | — | — | Erstveröffentlichung: 3. September 2001 feat. Nick Carter                        |
| 2002 | Leave It Up to Me Jimmy Neutron – Der mutige Erfinder (O.S.T.) | — | — | — | UK22 (4 Wo.)UK | — | Erstveröffentlichung: 1. April 2002                                              |
| 2002 | Summertime Another Earthquake!                                 | — | — | — | — | — | Erstveröffentlichung: 16. August 2002 feat. Baha Men                             |
| 2005 | Saturday Night Popstar (O.S.T.)                                | — | — | — | — | US— GoldUS | Erstveröffentlichung: 15. März 2005 Verkäufe: + 500.000                          |
| 2009 | Dance with Me –                                                | — | — | — | — | — | Erstveröffentlichung: 10. November 2009 feat. Flo Rida                           |
| 2016 | Fool’s Gold LøVë                                               | — | — | — | — | — | Erstveröffentlichung: 1. April 2016                                              |
| 2017 | Sooner or Later LøVë                                           | — | — | — | — | — | Erstveröffentlichung: 10. Februar 2017 Verkäufe: + 25.000                        |
| 2017 | Don’t Say Goodbye LøVë                                         | — | — | — | — | — | Erstveröffentlichung: 8. Dezember 2017                                           |
| 2019 | Sensational Love –                                             | — | — | — | — | — | Erstveröffentlichung: 2. Oktober 2019                                            |
| 2019 | Anything –                                                     | — | — | — | — | — | Erstveröffentlichung: 8. Oktober 2019                                            |
| 2021 | So Much to Say Blacklisted                                     | — | — | — | — | — | Erstveröffentlichung: 22. November 2021                                          |
| 2022 | Reload the Wesson Blacklisted                                  | — | — | — | — | — | Erstveröffentlichung: 12. Januar 2022 feat. Twista                               |
| 2022 | She Just Wanna Ride Blacklisted • The Prince of Pop            | — | — | — | — | — | Erstveröffentlichung: 18. März 2022 mit 3D Friends                               |
| 2022 | Blame It on Me Blacklisted                                     | — | — | — | — | — | Erstveröffentlichung: 27. April 2022                                             |
| 2022 | Scars Blacklisted • The Prince of Pop                          | — | — | — | — | — | Erstveröffentlichung: 23. September 2022 mit 3D Friends                          |
| 2023 | City of Dreams Blacklisted                                     | — | — | — | — | — | Erstveröffentlichung: 13. Dezember 2024                                          |
| 2024 | Ooh Wee Recovery                                               | — | — | — | — | — | Erstveröffentlichung: 29. März 2024                                              |
| 2024 | Recovery                                                       | — | — | — | — | — | Erstveröffentlichung: 26. April 2024                                             |

### Als Gastsänger
| Jahr | Titel Album                                          | Höchstplatzierung, Gesamtwochen, AuszeichnungChartplatzierungen (Jahr, Titel, Album, Platzierungen, Wochen, Auszeichnungen, Anmerkungen) | Höchstplatzierung, Gesamtwochen, AuszeichnungChartplatzierungen (Jahr, Titel, Album, Platzierungen, Wochen, Auszeichnungen, Anmerkungen) | Höchstplatzierung, Gesamtwochen, AuszeichnungChartplatzierungen (Jahr, Titel, Album, Platzierungen, Wochen, Auszeichnungen, Anmerkungen) | Höchstplatzierung, Gesamtwochen, AuszeichnungChartplatzierungen (Jahr, Titel, Album, Platzierungen, Wochen, Auszeichnungen, Anmerkungen) | Höchstplatzierung, Gesamtwochen, AuszeichnungChartplatzierungen (Jahr, Titel, Album, Platzierungen, Wochen, Auszeichnungen, Anmerkungen) | Anmerkungen                                                                             |
| Jahr | Titel Album                                          | DE | AT | CH | UK | US | Anmerkungen                                                                             |
| ---- | ---------------------------------------------------- | --- | --- | --- | --- | --- | --------------------------------------------------------------------------------------- |
| 1998 | Let the Music Heal Your Soul Bravo Hits 21 (Sampler) | DE6 (12 Wo.)DE | AT22 (8 Wo.)AT | CH5 (14 Wo.)CH | UK36 (3 Wo.)UK | US60 (4 Wo.)US | Erstveröffentlichung: 17. Mai 1998 als Teil der Bravo All Stars                         |
| 1998 | Children of the World –                              | DE65 (5 Wo.)DE | — | — | — | — | Erstveröffentlichung: 23. November 1998 als Teil von Hand in Hand for Children          |
| 2005 | Come Together Now –                                  | — | — | — | — | — | Erstveröffentlichung: 29. November 2005 als Teil von Come Together Collaborative        |
| 2017 | Heavy Heart –                                        | — | — | — | — | — | Erstveröffentlichung: 16. März 2017 Cali4nia Jones feat. Aaron Carter                   |
| 2019 | Love Me for Me (Remix) –                             | — | — | — | — | — | Erstveröffentlichung: 16. August 2019 J-Carter feat. Aaron Carter                       |
| 2022 | Demons –                                             | — | — | — | — | — | Erstveröffentlichung: 18. Februar 2022 Rocky Luciano feat. Aaron Carter                 |
| 2022 | Blockbuster –                                        | — | — | — | — | — | Erstveröffentlichung: 22. April 2022 Rocky Luciano feat. Aaron Carter                   |
| 2022 | Breaking Stars –                                     | — | — | — | — | — | Erstveröffentlichung: 1. Juli 2022 Bassknight feat. Aaron Carter                        |
| 2022 | All for Love –                                       | — | — | — | — | — | Erstveröffentlichung: 10. Oktober 2022 Jeremy Syres feat. Aaron Carter                  |
| 2022 | Rock Bottom Low –                                    | — | — | — | — | — | Erstveröffentlichung: 7. Dezember 2022 TheBeatSlinge feat. Aaron Carter & Johnny Ortega |
| 2024 | Feel Anything –                                      | — | — | — | — | — | Erstveröffentlichung: 2. Januar 2024 Winter Havens feat. Aaron Carter                   |
| 2024 | Greateful –                                          | — | — | — | — | — | Erstveröffentlichung: 1. März 2024 Winter Havens feat. Aaron Carter                     |

## Videoalben und Musikvideos

### Videoalben
| Jahr | Titel Musiklabel                                     | Anmerkungen                                                             |
| ---- | ---------------------------------------------------- | ----------------------------------------------------------------------- |
| 2000 | Aaron’s Party – Come Get It Jive Records (Zomba)     | Erstveröffentlichung: 22. August 2000 · Verkäufe: + 100.000; US: Platin |
| 2001 | Aaron’s Party – Live in Concert Jive Records (Zomba) | Erstveröffentlichung: 10. Juli 2001 · Verkäufe: + 100.000; US: Platin   |
| 2002 | Oh Aaron – Live in Concert Jive Records (Zomba)      | Erstveröffentlichung: 2002 · Verkäufe: + 50.000; US: Gold               |

### Musikvideos
| Jahr | Titel                        | Regisseur(e)       |
| ---- | ---------------------------- | ------------------ |
| 1997 | Crush on You                 |                    |
| 1998 | Let the Music Heal Your Soul |                    |
| 1998 | Children of the World        |                    |
| 1998 | Surfin’ USA                  |                    |
| 1998 | Shake It                     |                    |
| 1998 | I’m Gonna Miss You Forever   |                    |
| 1998 | Crazy Little Party Girl      |                    |
| 2000 | The Clapping Song            | Ante Kovac         |
| 2000 | I Want Candy                 | Andrew MacNaughtan |
| 2000 | Iko Iko                      | Ante Kovac         |
| 2000 | Aaron’s Party (Come Get It)  | Tryan George       |
| 2001 | Oh Aaron                     |                    |
| 2001 | Not Too Young, Not Too Old   | Andrew MacNaughtan |
| 2001 | That’s How I Beat Shaq       | Bernard Gorily     |
| 2001 | Leave It Up to Me            | Andrew MacNaughton |
| 2001 | I’m All About You            |                    |
| 2001 | Bounce                       | Andrew MacNaughton |
| 2002 | Summertime                   |                    |
| 2002 | Do You Remember              | Anthony Honn       |
| 2005 | Saturday Night               |                    |
| 2016 | Fool’s Gold                  | Aaron Carter       |
| 2017 | Sooner or Later              |                    |
| 2022 | She Just Wanna Ride          | Per Hansa          |
| 2022 | Lately                       | Master Pyro        |

## Sonderveröffentlichungen

### Alben
| Jahr | Titel Musiklabel             | Anmerkungen                                                               |
| ---- | ---------------------------- | ------------------------------------------------------------------------- |
| 1999 | Surfin’ USA Edel Music (ERE) | Erstveröffentlichung: 23. März 1999 Mini-Kompilation                      |
| 2017 | LøVë Z Entertainment (Sony)  | Erstveröffentlichung: 10. Februar 2017 Auszug aus dem gleichnamigen Album |

| Jahr | Titel Musiklabel                                            | Anmerkungen                                                     |
| ---- | ----------------------------------------------------------- | --------------------------------------------------------------- |
| 2002 | Aaron’s Party (Come Get It) / Oh Aaron Jive Records (Zomba) | Erstveröffentlichung: 7. November 2002 Teil der „2-for-1“-Reihe |
| 2006 | 2 Good 2 B True Sony Music (BMG)                            | Erstveröffentlichung: 28. Februar 2006 Labelveröffentlichung    |

### Lieder
| Jahr | Titel Album                            | Anmerkungen                                                                        |
| ---- | -------------------------------------- | ---------------------------------------------------------------------------------- |
| 2004 | Every Little Step Don’t Stop the Music | Erstveröffentlichung: 9. März 2004 Play feat. Aaron Carter                         |
| 2009 | What It Is Reality Check               | Erstveröffentlichung: 17. November 2009 AP.9 feat. Aaron Carter                    |
| 2018 | In Love wit da Money I’m Still Here    | Erstveröffentlichung: 24. August 2018 J-Carter feat. Aaron Carter                  |
| 2018 | Whos That I’m Still Here               | Erstveröffentlichung: 24. August 2018 J-Carter feat. Aaron Carter & Jasmine Carter |
| 2022 | Reality Check Everybodyy Hates Me      | Erstveröffentlichung: 22. Oktober 2022 J-Carter feat. Aaron Carter                 |

| Jahr | Titel Album                                           | Anmerkungen                                                                                      |
| ---- | ----------------------------------------------------- | ------------------------------------------------------------------------------------------------ |
| 1998 | Let the Music Heal Your Soul Bravo Hits 21            | Erstveröffentlichung: 27. Mai 1998 als Teil der Bravo All Stars                                  |
| 2002 | I Just Can’t Wait to Be King Disneymania              | Erstveröffentlichung: 17. September 2002 Original: Rowan Atkinson, Jason Weaver & Laura Williams |
| 2004 | Run Rudolph Run Jingle Jams                           | Erstveröffentlichung: 2004 Original: Chuck Berry                                                 |
| 2005 | Come Together Now Hurricane Relief: Come Together Now | Erstveröffentlichung: 22. November 2005 mit Various Artists                                      |

| Jahr | Titel Soundtrack zu                                     | Anmerkungen                              |
| ---- | ------------------------------------------------------- | ---------------------------------------- |
| 1999 | (Have Some) Fun with the Funk Pokémon – Der Film        | Erstveröffentlichung: 9. November 1999   |
| 2000 | Iko Iko Der kleine Vampir                               | Erstveröffentlichung: 17. Oktober 2000   |
| 2000 | Life Is a Party Rugrats in Paris – Der Film             | Erstveröffentlichung: 7. November 2000   |
| 2001 | Little Bitty Pretty One Plötzlich Prinzessin            | Erstveröffentlichung: 24. Juli 2001      |
| 2001 | A.C.'s Alien Nation Jimmy Neutron – Der mutige Erfinder | Erstveröffentlichung: 20. November 2001  |
| 2001 | Go Jimmy Jimmy Jimmy Neutron – Der mutige Erfinder      | Erstveröffentlichung: 20. November 2001  |
| 2001 | Leave It Up to Me Jimmy Neutron – Der mutige Erfinder   | Erstveröffentlichung: 20. November 2001  |
| 2003 | Get Up on Ya Feet Kim Possible                          | Erstveröffentlichung: 22. Juli 2003      |
| 2005 | Saturday Night Popstar                                  | Erstveröffentlichung: 13. September 2005 |
| 2020 | America A O We Are Who We Are                           | Erstveröffentlichung: 2. Oktober 2020    |

## Promoveröffentlichungen
| Jahr | Titel Album                                                      | Anmerkungen                                        |
| ---- | ---------------------------------------------------------------- | -------------------------------------------------- |
| 2000 | She Wants Me Most Requested Hits                                 | Erstveröffentlichung: 2000 feat. Nick Carter       |
| 2000 | The Clapping Song Aaron’s Party (Come Get It)                    | Erstveröffentlichung: 2000 Original: Shirley Ellis |
| 2001 | I’m All About You Oh Aaron                                       | Erstveröffentlichung: 2001                         |
| 2002 | America A O Most Requested Hits                                  | Erstveröffentlichung: 2002                         |
| 2002 | A.C.’s Alien Nation Jimmy Neutron – Der mutige Erfinder (O.S.T.) | Erstveröffentlichung: 2002                         |
| 2002 | Do You Remember Another Earthquake!                              | Erstveröffentlichung: 2002                         |
| 2018 | I Want Candy (Remix) LøVë                                        | Erstveröffentlichung: 14. Februar 2018             |

## Statistik

### Chartauswertung
|                     | DE    | AT    | CH    | UK    | US    |
| ------------------- | ----- | ----- | ----- | ----- | ----- |
| Nummer-eins-Alben   | DE—DE | AT—AT | CH—CH | UK—UK | US—US |
| Top-10-Alben        | DE—DE | AT—AT | CH—CH | UK—UK | US2US |
| Alben in den Charts | DE2DE | AT1AT | CH1CH | UK1UK | US3US |

|                       | DE    | AT    | CH    | UK    | US    |
| --------------------- | ----- | ----- | ----- | ----- | ----- |
| Nummer-eins-Singles   | DE—DE | AT—AT | CH—CH | UK—UK | US—US |
| Top-10-Singles        | DE2DE | AT1AT | CH2CH | UK2UK | US—US |
| Singles in den Charts | DE7DE | AT5AT | CH5CH | UK8UK | US3US |

### Auszeichnungen für Musikverkäufe
| Goldene Schallplatte - Australien - 1997: für die Single Crush on You - Dänemark - 1998: für das Album Aaron Carter - Italien - 2017: für die Single Sooner Or Later - Kanada - 1998: für das Album Aaron Carter - 2001: für das Album Aaron’s Party (Come Get It) - Norwegen - 1998: für das Album Aaron Carter - 1998: für die Single Crush on You - 1998: für die Single Crazy Little Party Girl - Philippinen - 1998: für das Album Aaron Carter - Schweden - 1998: für das Album Aaron Carter - 1998: für die Single Crazy Little Party Girl - Spanien - 1998: für das Album Aaron Carter - Taiwan - 1998: für das Album Aaron Carter |

Anmerkung: Auszeichnungen in Ländern aus den Charttabellen bzw. Chartboxen sind in ebendiesen zu finden.
| Land/RegionAuszeichnungen für Musikverkäufe (Land/Region, Auszeichnungen, Verkäufe, Quellen) | Gold       | Platin     | Verkäufe  | Quellen                      |
| -------------------------------------------------------------------------------------------- | ---------- | ---------- | --------- | ---------------------------- |
| Australien (ARIA)                                                                            | Gold1      | —          | 35.000    | aria.com.au                  |
| Dänemark (IFPI)                                                                              | Gold1      | —          | 25.000    | Einzelnachweise              |
| Deutschland (BVMI)                                                                           | 2× Gold2   | —          | 500.000   | musikindustrie.de            |
| Italien (FIMI)                                                                               | Gold1      | —          | 25.000    | fimi.it                      |
| Kanada (MC)                                                                                  | 2× Gold2   | —          | 100.000   | musiccanada.com              |
| Norwegen (IFPI)                                                                              | 3× Gold3   | —          | 45.000    | Einzelnachweise              |
| Philippinen (PARI)                                                                           | Gold1      | —          | 20.000    | Einzelnachweise              |
| Schweden (IFPI)                                                                              | 2× Gold2   | —          | 55.000    | sverigetopplistan.se ifpi.se |
| Spanien (Promusicae)                                                                         | Gold1      | —          | 50.000    | elportaldemusica.es          |
| Taiwan (RIT)                                                                                 | Gold1      | —          | 25.000    | Einzelnachweise              |
| Vereinigte Staaten (RIAA)                                                                    | 3× Gold3   | 6× Platin6 | 6.250.000 | riaa.com                     |
| Insgesamt                                                                                    | 18× Gold18 | 6× Platin6 |           |                              |